# Driebandgordeldier
Het driebandgordeldier (Tolypeutes tricinctus) is een zoogdier uit de familie Chlamyphoridae. De wetenschappelijke naam van de soort werd als Dasypus tricinctus in 1758 gepubliceerd door Carl Linnaeus.

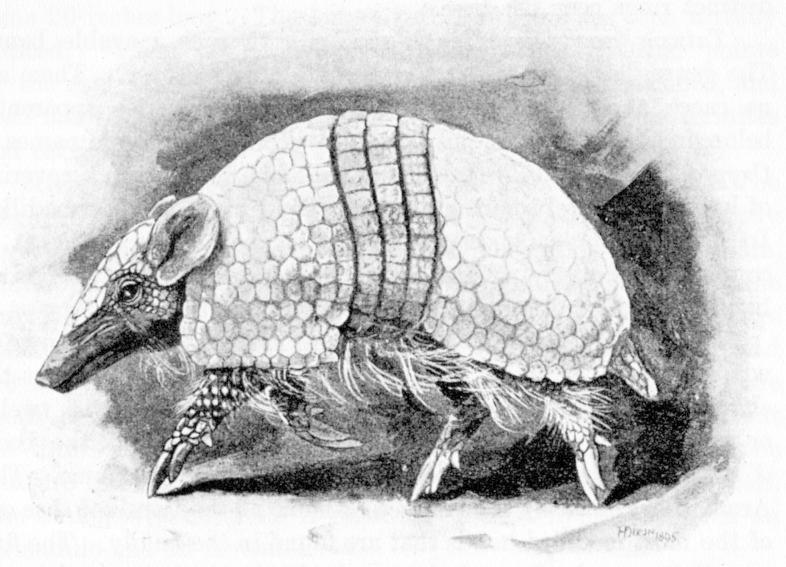
Een tekening van het driebandgordeldier

Dit gordeldier komt alleen voor in het oosten van Brazilië en wordt lokaal 'tatu-bola' genoemd. De soort wordt met uitsterven bedreigd. Bij gevaar kan het driebandgordeldier zich oprollen tot een bal.
Op 25 november 2012 werd Fuleco, gebaseerd op een driebandgordeldier, gekozen tot mascotte van het wereldkampioenschap voetbal 2014.